# Фёдоров, Владислав Вадимович
Владислав Фёдоров (латыш. Vladislavs Fjodorovs; род. 27 сентября 1996, Даугавпилс) — латвийский футболист, полузащитник. Выступал в национальной сборной Латвии по футболу.

## Карьера

### «Вентспилс-2»
В июле 2012 года футболист стал выступать за вторую команду латвийского клуба «Вентспилс». Дебютировал за клуб 28 июля 2012 года в матче против клуба «Варавиксне». Дебютный гол забил 1 августа 2012 года в матче против клуба «Валмиера». Однако закрепиться в резервной команде у футболиста не вышло, проведя за полтора сезона лишь 10 матчей, в которых отличился 2 забитыми голами. Летом 2013 года покинул клуб.

### «Даугавпилс»
В июле 2013 года футболист присоединился к клубу «Даугава». Дебютировал за клуб 3 июля 2013 года в матче против клуба МЕТТА-2. Дебютный гол забил в матче 3 октября 2013 года против клуба «Елгава-2». По итогу своего дебютного сезона футболист стал победителем Первой Лиги, тем самым отправившись выступать в Высшую Лигу. 
Новый сезон начал с дебютного матча в рамках Высшей Лиги 23 марта 2014 года против юрмальского «Спартака», где футболист вышел на замену на 74 минуте, а на 82 минуте забил свой первый гол. Футболист со страта сезона стал одним из ключевых игроков клуба. В матче 5 мая 2014 года против клуба «Юрмала» футболист отличился забитым дублем. По итогу сезона вместе с клубом занял 8 итоговое место, а сам футболист отличился 5 забитыми голами и 3 результативными передачами.
В начале 2015 года футболист на правах арендного соглашения отправился в польский «Лех», где стал выступать за резервную команду в четвёртом дивизионе. В июле 2015 года вернулся в рапоряжение латвийского клуба. Первый матч сыграл 11 июля 2015 года против «Лиепаи», выйдя на замену на 60 минуте. По итогу сезона результативными действиями не отличился. В 2016 году стал готовиться к сезону с латвийским клубом, на протяжении которого был одним из ключевых игроков.

### МЕТТА/ЛУ
В марте 2017 года футболист перешёл в рижский клуб МЕТТА/ЛУ. Дебютировал за клуб 11 марта 2017 года в матче против клуба «Вентспилс», выйдя на поле в стартовом составе. Дебютный гол за клуб забил 2 апреля 2017 года в матче против клуба РФС, также отличившись результативной передачей. Футболист сразу же закрепился в основной команде клуба. По итогу сезона вместе с клубом отправился в стыковые матчи за сохранение прописки в высшем дивизионе. В ответном стыковом матче 20 ноября 2017 года футболист отличился дублем против клуба «Олайне» и помог клуб остаться в Высшей Лиге.
Новый сезон начал 1 апреля 2018 года в матче против клуба РФС. Первым результативным действием отличился 6 мая 2018 года в матче против «Елгавы», отдав голевую передачу. Первыми голами за клуб отличился 30 июля 2018 года в матче против юрмальского «Спартака», отличившись хет-триком. Вместе с клубом дошёл до полуфинала Кубка Латвии, где 19 сентября 2018 года проиграл «Риге». По итогу сезона вместе с клубом отправился в стыковые матчи за сохранение прописки в высшем дивизионе. В первом стыковом матче 14 ноября 2018 года против клуба «Супер Нова» футболист отличился дублем. По итогу стыковых матчей помог клубу остаться в Высшей Лиге.

### «Рига»
В начале 2019 года футболист перешёл в «Ригу». Дебютировал за клуб 9 марта 2019 года в матче против клуба «Елгава». В следующем матче 15 марта 2019 года против клуба «Метта» футболист забил свой дебютный гол. В июле 2019 года футболист вместе с клубом отправился на квалификационные матчи Лиги чемпионов УЕФА, однако так и не сыграл за клуб. Затем уже отправился на квалификационные матчи Лиги Европы УЕФА, где свой первый матч сыграл 6 августа 2019 года против финского клуба ХИК. Вместе с к клубом дошёл до стадии плей-офф, где проиграл датскому «Копенгагену». По итогу сезона стал победителем Высшей Лиги.
Новый сезон начал 15 июня 2020 года в матче против «Валмиеры». Первый гол за клуб забил 30 июня 2020 года в матче против клуба «Елгава». В августе 2018 года в рамках квалификации Лиги чемпионов УЕФА проиграл израильскому «Маккаби» (Тель-Авив) и отправился в квалификации Лиги Европы УЕФА. Первый матч сыграл 18 сентября 2020 года против сан-маринского клуба «Тре Фьори», который победили с минимальным счётом. На протяжении сезона футболист был одним из ключевых игроков латвийского клуба, отличившись 2 забитыми голами и 2 результативными передачами. По итогу сезона стал победителем Высшей Лиги.
Первый матч в новом сезоне сыграл 19 марта 2021 года против «Лиепаи», выйдя на замену на 86 минуте, а на 93 забил свой первый гол. В рамках квалификационных матчей Лиги чемпионов УЕФА сыграл в обоих матчах против шведского «Мальмё», который по сумме матчей оказался сильнее. Свой единственный матч в квалификациях Лиги конференций УЕФА сыграл в рамках плей-офф в ответной встрече 26 августа 2021 года против гибралтарского клуба «Линкольн Ред Импс». На протяжении сезона стал чаще оставаться на скамейке запасных. В декабре 2021 года покинул клуб.

### РФС
В декабре 2021 года футболист присоединился к клубу РФС. Дебютировал за клуб 19 марта 2022 года в матче против клуба «Даугавпилс», выйдя на замену на 75 минуте и отличившись дебютной результативной передачей. До мая 2022 года футболист отличился 4 результативными передачами за клуб, однако затем отправился выступать за вторую команду клуба в Первую Лигу. В августе 2022 года сыграл свой единственный матч в рамках квалификации Лиги конференций УЕФА против мальтийского клуба «Хибернианс». Дебютный гол за клуб забил 1 сентября 2022 года в матче Кубка Латвии против клуба «Гробиня». По окончании сезона покинул клуб.

### «Метта»
В марте 2023 года футболист вернулся в «Метту». Первый матч в сезоне сыграл 18 марта 2023 года против клуба «Ауда». Первый гол за клуб забил 28 мая 2023 года в матче против клуба «Ауда». В рамках 1/8 финала Кубка Латвии в матче 16 июля 2023 года в стадии серии пенальти уступили клубу «Лиепая». По итогу сезона закончил чемпионат на предпоследнем итоговом месте в зоне переходных матчей. По итогу стыковых матчей футболист вместе с клубом победили клуб «Скансте» и сохранили прописку в чемпионате. В январе 2024 года футболист покинул клуб, расторгнув контракт по соглашению сторон.

## Международная карьера
Выступал за юношеские сборные Латвии до 17 лет и до 19 лет. В марте 2017 года футболист получил вызов в молодёжную сборную Латвии. Дебютировал за сборную 26 марта 2017 года в товарищеском матче против сборной Беларуси. Дважды вместе со сборной принимался участие в квалификационных этапах молодёжного чемпионата Европы в 2017 и в 2018 годах. 
В начале 2018 года футболист получил вызов в национальную сборную Латвии. Дебютировал за сборную 3 февраля 2018 года в товарищеском матче против сборной Южной Кореи. Дебютный гол за сборную забил 22 марта 2018 года в товарищеском матче против сборной Фарерских островов. 

## Достижения
«Даугавпилс»
- Победитель Первой лиги: 2013

«Рига»
- Чемпион Латвии (2): 2019, 2020